# Triallylamin
Triallylamin ist eine chemische Verbindung aus der Gruppe der aliphatischen Amine.

## Gewinnung und Darstellung
Triallylamin (2) kann durch Reaktion von Allylchlorid (1) mit Ammoniak bei Temperaturen um 100 °C gewonnen werden.
Daneben entstehen noch die homologen Verbindungen Allylamin und Diallylamin.

## Eigenschaften
Triallylamin ist eine entzündbare, farblose Flüssigkeit mit aminartigem Geruch, die schwer löslich in Wasser ist. Seine wässrige Lösung reagiert alkalisch.

## Verwendung
Triallylamin wird zur Herstellung anderer Chemikalien verwendet. Es kann zum Beispiel bei der Vernetzung von hochabsorbierenden Materialien und den Zwischenprodukten zur Herstellung von Ionenaustauscherharzen eingesetzt werden. Es kann auch bei der Herstellung von Polyesteraktivatoren und dem Evokationsmittel (Polymerisationsstarter) der Butadienpolymerisation eingesetzt werden.

## Sicherheitshinweise
Die Dämpfe von Triallylamin können mit Luft ein explosionsfähiges Gemisch (Flammpunkt 31 °C) bilden.